# Špýchar usedlosti čp. 1 (Loukonosy)
Špýchar usedlosti čp. 1 v Loukonosech je hospodářská budova z 1. poloviny 19. století. V roce 1999 byl Ministerstvem kultury České republiky prohlášen kulturní památkou České republiky.

## Popis
Jedná se o významnou ukázku empírového slohového vlivu ve vesnické architektuře Pocidliní. Příklad je v tomto regionu poměrně vzácný, protože zděná zástavba (dříve byla preferována roubená zástavba) se v oblasti začala rozvíjet až v období ústupu empíru a nástupu utilitarismu, případně historizujících slohů.
Stavba stojí na obdélníkovém půdoryse a je završena hambalkovým krovem a sedlovou střechou krytou bobrovkami. Ve štítech jsou polovalby. Budova je doplněna nižšími navazujícími přístavky s pultovou střechou. Pod špýcharem je zahloubený sklípek se segmentovou klenbou. Fasáda je zdobena římsami a lizénami a zakončena fabionovou římsou. Nejzajímavějším prvkem je severní štít s půlkruhovým slepým okénkem s malým kruhovým průduchem na horním okraji. Tato nika byla vyplněna štukovým polosluncovým vějířem, který byl v regionu často používán. Během opravy v 80. letech 20. století však polosluncový dekor zcela zanikl.
V roce 1999 byl objekt prohlášen chráněnou kulturní památkou.
Budova tvoří hodnotný celek s bezprostředně sousedícím špýcharem usedlosti čp. 28.